# 1370 в Україні

## Події
- Князь Олександр з Володимира поїхав в Краків на похорон короля Казимира, а цим скористався литовський князь Любарт-Дмитро, дядько Олександра, вигнаний раніше Казимиром з Володимира, і зайняв Володимирський замок і разом й всю Володимирську землю.

## Засновані, зведені
- Вірменський собор (Львів)
- Дусанів
- Новий Яричів